# Truid Aagesen
Truid Aagesen (flor. 1593–1625) var en dansk organist og komponist.

## Liv og gerning
Aagesen blev efter i mange år at have opholdt sig i Tyskland og Italien 20. juni 1593 beskikket til organist ved Vor Frue Kirke i København. Forskellige kongelige gunstbevisninger, som han modtog medens han beklædte denne stilling, tyder på at han har været en dygtig og anset kunstner.
I året 1600 rejste han i kongens ærinde til Prag, og det stod muligvis i forbindelse hermed, at der samme år i Hamborg udkom et bind Cantiones trium vocum komponeret af Theodoricus Sistinus, Aagesens latinske kunstnernavn. I 1614 blev han på grund af offentlig udtalte katolske sympatier afsat fra embedet og måtte forlade landet.